# Distlberg (Gemeinde Hofkirchen im Traunkreis)
Distlberg ist eine Streusiedlung in der Gemeinde Hofkirchen im Traunkreis in Oberösterreich.
Die Siedlung am und um den Distlberg (348 m) besteht aus einigen landwirtschaftlichen Anwesen. In jüngster Zeit etablierte sich auf der flachen Kuppe des Distlberges eine moderne Wohnsiedlung mit großzügigen Villen.
Auf einem aufgegebenen Deponiestandort im Norden des Distlberges befand sich einige Zeit eine Kompostierungsanlage. Die Randbereiche der ehemaligen Deponie sind in Sukzession begriffen oder wurden mit Laubgehölzen aufgeforstet.